# Kohlefördermaximum
Das Kohlefördermaximum (engl. peak coal) ist der Zeitpunkt, an dem aufgrund physikalischer Faktoren die weltweite Kohleförderung nicht mehr gesteigert werden kann. Kohle hat von allen fossilen Brennstoffen die größte statische Reichweite mit ca. 120 Jahren. Der Zeitpunkt des Kohlefördermaximums wird um das Jahr 2025 erwartet.
Es gibt zwei verschiedene Maxima, ein massebezogenes (z. B. in Gigatonnen bezogen) und ein energiebezogenes (z. B. in Exajoule berechnet, eine Gigatonne hochwertiger Kohle hat ca. 25 EJ Energieinhalt). Die energetische Qualität der geförderten Kohle nimmt seit einigen Jahren signifikant ab, da verstärkt Sorten mit niedrigerem Heizwert verwertet werden. Daher wird das energiespezifische Fördermaximum früher als die massenspezifische Förderspitze erwartet.
Im Jahre 2013 wurden rund 8 Gt Kohle pro Jahr gefördert, die Förderung sank in den Folgejahren auf 7,6 Gt (Stand 2019), wobei noch unklar ist, ob der 2013er Wert das absolute oder ein temporäres Maximum war. Der World Energy Council geht von ca. 860 Gt Kohlereserven aus (Stand 2008). Auf den Energieinhalt bezogen, beziffert die BGR einen Wert von ca. 22.200 Exajoule (759 Gt SKE), gut die Hälfte der fossilen Energiereserven von ca. 40.000 EJ. Aufgrund des logistischen Wachstums der kumulierten Förderung endlicher Ressourcen in Form einer Sigmoid-Kurve liegt das Fördermaximum weit vor dem Ende der statischen Reichweite. Es wurde in der Vergangenheit bei reifen Kohlerevieren erreicht, wenn etwa 40–70 % der insgesamt förderbaren Mengen abgebaut waren.
Wesentlich relevanter als der Zeitpunkt der maximalen Kohleförderung ist allerdings der Zeitpunkt, an dem alle fossilen Energien, wie Erdöl, Erdgas und Kohle in Summe ihr Fördermaximum erreicht haben werden. Dabei spielt die Kohle aufgrund ihrer großen Vorkommen eine entscheidende Rolle. Die Kohle kann Erdöl, dessen Fördermaximum vermutlich schneller erreicht wird, mittels Kohleverflüssigung in gewissen Grenzen substituieren. Kohle ist ein Energieträger, der mit gegenwärtig verfügbarer FT-Technik Erdölderivate als Treibstoff für den Güter- und Personenverkehr ersetzen könnte. Bei einer Verknappung von Erdöl kann aus Kohle gewonnener Strom per Wärmepumpe das dem Diesel gleichwertige Heizöl substituieren. Aus Kohle lässt sich auch Wasserstoff bzw. Ammoniak für die Herstellung von agrarisch bedeutsamen Düngemitteln per Haber-Bosch-Verfahren gewinnen, welche bisher aus Erdöl und Erdgas gewonnen werden.